# Salice Salentino rosso riserva
Il Salice Salentino rosso riserva è un vino DOC la cui produzione è consentita nelle province di Brindisi e Lecce.

## Caratteristiche organolettiche
- colore: rosso rubino con riflessi tendenti al rosso mattone con l'invecchiamento.
- odore: vinoso, etereo caratteristico, gradevole e intenso
- sapore: pieno, asciutto, robusto ma vellutato, caldo, armonico

## Produzione
Provincia, stagione, volume in ettolitri
- Lecce  (1993/94)  7203,4
- Lecce  (1994/95)  8778,07
- Lecce  (1996/97)  14416,81